# Scaphites
Scaphites is een geslacht van uitgestorven cephalopode Mollusca, behorend tot de familie Scaphitidae. Ze waren een wijdverbreid geslacht dat bloeide tijdens Boven-Krijt, ze hebben een mogelijk fossielenbestand tijdens het Paleoceen in de zuidelijke Verenigde Staten.

## Beschrijving
Deze ammoniet had een schelp met een woonkamer, die was samengesteld uit een kort, recht kokervormig gedeelte en een gebogen uiteinde. De lengte van de schelp bedroeg ongeveer acht centimeter.
Scaphites hebben meestal een kamervormige, bootvormige schelp. Het eerste deel (juveniele fase) van de schelp is over het algemeen min of meer ingewikkeld (strak opgerold) en gecomprimeerd, waardoor nog geen hint wordt gegeven van de heteromorfe schelpvorm die nog moet komen. Het terminale deel (volwassen stadium) is veel korter, rechtopstaand en buigt als een haak over de oudere schelp. Ze hebben dwarse, vertakkende ribben met knobbeltjes (kleine bultjes) langs de buik.
Reconstructies van het lichaam in de schelp kunnen worden gemaakt om Scaphites af te beelden als een benthisch (bodemverblijf) of planktonisch dier, afhankelijk van waar het zwaartepunt zich bevindt. Omdat nuttige fossielen van de zachte lichaamsdelen van koppotigen zeer zeldzaam zijn, is er weinig bekend over hoe dit dier daadwerkelijk in zijn schelp paste en zijn leven leefde.

## Leefwijze
Men vermoedt, dat dit dier geen actieve zwemmer was, maar zich zwevend kon houden op elke gewenste waterdiepte. Dit was mogelijk door het variëren van hoeveelheden gas en vloeistof in de kamers.

## Leeftijd
Omdat Scaphites en zijn familieleden in de superfamilie Scaphitoidea beperkt zijn tot bepaalde leeftijden van het Krijt (ca. 144 tot 66,4 miljoen jaar geleden), zijn ze in sommige gebieden nuttig als indexfossiel. Een opmerkelijk voorbeeld is de Late Krijt Western Interior Seaway in Noord-Amerika, waarin verschillende endemische lijnen van Scaphites-soorten evolueerden en nu als basis dienen voor een zeer opgeloste regionale biostratigrafie.

## Vondsten
Fossielen van Scaphites zijn gevonden in Antarctica, Armenië, Australië, België, Bulgarije, Canada (Alberta, Brits Columbia, Northwest Territories), Denemarken, Frankrijk, Duitsland, Groenland, India, Italië, Japan, Madagaskar, Mexico, Nieuw-Zeeland, Zuid-Afrika, Spanje, Zweden, Zwitserland, Oekraïne, het Verenigd Koninkrijk en de Verenigde Staten (Alabama, Alaska, Arizona, Californië, Colorado, Delaware, Kansas, Maryland, Minnesota, Mississippi, Missouri, Montana, Nebraska, New Jersey, New Mexico, North Dakota, Oregon, South Dakota,Tennessee, Texas, Wyoming).

## Soorten
- Scaphites binneyi † Reeside, 1927
- Scaphites carlilensis † Morrow, 1935
- Scaphites depressus † Reeside, 1927
- Scaphites ferronensis † Cobban, 1951
- Scaphites frontierensis † Cobban, 1951
- Scaphites hippocrepis † DeKay, 1827
- Scaphites impendicostatus † Cobban, 1951
- Scaphites leei † Reeside, 1927
- Scaphites nanus † Reeside, 1927
- Scaphites nodosus †
- Scaphites obliquus † J. Sowerby, 1813
- Scaphites preventricosus † Cobban, 1951
- Scaphites tetonensis † Cobban, 1951
- Scaphites uintensis † Cobban, 1951
- Scaphites warreni † Meek and Hayden, 1860
- Scaphites whitfieldi † Cobban, 1951